# Agilodocodon
Agilodocodon is een geslacht van uitgestorven zoogdieren uit de Docodonta. Dit dier leefde tijdens het Laat-Jura (Oxfordien, ongeveer 160 miljoen jaar geleden) in wat nu de Volksrepubliek China is. 
De soort is bekend van een gefossiliseerd skelet dat werd gevonden in de Tiaojishan-formatie. Ook de verwanten Docofossor, Microdocodon en Castorocauda behoren tot de zogenoemde 'Yanliao Biota'. 
Agilodocodon is het oudst bekende zoogdier met aanpassingen voor een boombewonende leefwijze. Agilodocodon is het oudst bekende zoogdier dat niet langer een strikte insectivoor was, maar zich ook met plantaardig materiaal voedde.

## Uiterlijk
Agilodocodon leek op een spitsmuis, was ongeveer 13 centimeter lang van kop tot staart en woog ongeveer 27 gram. Zijn uiterlijk leek op dat van een eekhoorn, met een lange snuit, gebogen, hoornen klauwen en flexibele enkel- en polsgewrichten die typerend zijn voor moderne boombewonende zoogdieren. De voortanden waren schopvormig, wat erop wijst dat Agilodocodon boomschors kon knagen en gom of sap kon eten. Evolutiebioloog Frietson Galis betwijfelde echter of Agilodocodon aan boomschors knaagde en boomsap at. Hij zei dat zijn tanden 'heel anders zijn' dan die van moderne sapetende primaten en dat de lange, dunne onderkaak te zwak lijkt om op boomschors te hebben gekauwd.

## Ontdekking
Het fossiel van Agilodocodon scansorius, holotype BMNH 001138, werd samen met dat van Docofossor brachydactylus oorspronkelijk gevonden door boeren in de Chinese Tiaojishanformatie en verworven door het Beijing Museum of Natural History. De typesoort Agilodocodon scansorius werd in 2015 benoemd en beschreven in het tijdschrift Science. De soortnaam verwijst naar het lidmaatschap van de Docodonta en de beweeglijkheid. De soortaanduiding verwijst naar de scansoriale levenswijze.